# V478 Андромеды
V478 Андромеды (лат. V478 Andromedae) — одиночная переменная звезда в созвездии Андромеды на расстоянии приблизительно 1626 световых лет (около 499 парсеков) от Солнца. Видимая звёздная величина звезды — от +10,6m до +10,38m.

## Характеристики
V478 Андромеды — жёлто-белая пульсирующая переменная звезда типа Дельты Щита (DSCT) спектрального класса F. Радиус — около 2,52 солнечных, светимость — около 12,021 солнечных. Эффективная температура — около 6774 K.